# Centro de Tropas de Operações Especiais
O Centro de Tropas de Operações Especiais (CTOE) OMTE • OMA é um órgão de base de aprontamento de forças do Exército Português, que tem a missão de formar militares na área das operações especiais e aprontar a Força de Operações Especiais (FOE). Também designados por Rangers de Lamego, encontram-se aquartelados no município de Lamego, ocupando os quarteis da Cruz Alta (no centro da cidade de Lamego) e de Penude (na povoação de Penude). Depende hierarquicamente da Brigada de Reação Rápida (BrigRR). Desde a sua criação original em 1960 e até 2006, designou-se Centro de Instrução de Operações Especiais (CIOE).
Constituindo uma unidade do tipo "regimento", competem-lhe as atribuições genéricas das unidades base do Exército. No âmbito destas, o CTOE tem as atribuições específicas de organizar, treinar e manter a FOE, de ministrar cursos e estágios de formação e atualização na área das operações especiais e de participar em estudos técnicos, no que diz respeito à organização, doutrina, material e emprego da FOE.
Constituindo o encargo operacional do CTOE, a Força de Operações Especiais é a unidade, da estrutura operacional do Exército Português, que utiliza técnicas e modos de emprego não convencionais para o cumprimento de operações especiais.

## História

### Origem
O atual Centro de Tropas de Operações Especiais surgiu da perceção por parte do Governo e das chefias militares portuguesas, no final da década de 1950, de dificuldades graves que previsivelmente iriam surgir nas províncias ultramarinas de Portugal, decorrentes da situação internacional que se vivia. Até então, o contexto da Guerra Fria apontava para entrada de Portugal, como membro da OTAN, num previsível conflito na Europa contra o Pacto de Varsóvia, não se prevendo ameaças imediatas à África Portuguesa. Como tal, a reorganização militar que havia sido implementada nas províncias ultramarinas, no início da década de 1950, previa que as forças locais - sobretudo de Angola e Moçambique - se estruturassem para reforçar as forças portuguesas na Europa, sendo equipadas e treinadas para a guerra convencional e sendo concentradas nos principais centros urbanos, em unidades de escalão "batalhão" e "regimento".
No final da década de 1950, as Forças Armadas Portuguesas tinham já consciência de que iriam enfrentar conflitos de tipo não convencional nas províncias ultramarinas, reorientando o seu foco da Europa para ali. Surge então a ideia da criação de um centro de preparação para a guerra não convencional e - face à experiência militar francesa na Guerra da Argélia que decorria desde 1954 - decide-se adotar a doutrina e o modelo francês de guerra anti-subversiva e de luta contraguerrilha. A 22 de abril de 1959, o então ministro do Exército, Almeida Fernandes emite uma diretiva para a criação de um centro de instrução destinado à preparação de "unidades terrestres que, pela sua organização, apetrechamento e preparação, possam ser empregadas, sem perda de tempo, na execução das operações do tipo especial, previsíveis: operações de segurança interna, de contrassubversão e de contraguerrilha". A diretiva determina ainda o envio de um grupo de oficiais ao território francês da Argélia para estagiar nas unidades militares francesas envolvidas no combate à guerrilha da FLN. De observar que, já em 1956, uma missão militar portuguesa estivera na Escola de Guerra Psicológica e Subversiva, na Argélia, seguindo depois para Paris, onde os seus membros frequentaram o curso de guerra psicológica da Escola Superior de Guerra.
Inicialmente, previa-se que o novo centro de preparação se designasse "Centro de Instrução das Tropas de Assalto" e fosse instalado no Batalhão de Caçadores n.º 5 (BC5) em Lisboa. Contudo, entendeu-se que o centro ficaria melhor instalado numa região que reunisse condições geográficas, demográficas e climáticas mais adequadas ao novo tipo de instrução que se pretendia incrementar, colocando-se as hipóteses da Covilhã, Lagos, Guarda e Lamego, acabando por ser escolhida esta última localidade. O BC5 assumiria contudo a missão de mobilização, organização e preparação inicial das unidades terrestres de operações especiais, que depois receberiam a instrução complementar especial em Lamego.
Através do Decreto-lei n.º 42926, 16 de abril de 1960, é então criado o Centro de Instrução de Operações Especiais (CIOE) com a missão de instruir os quadros do Exército em operações especiais, de realizar estágios de subunidades para atuarem em operações especiais e de realizar estudos para melhorar a eficiência das Forças Armadas em operações especiais. O CIOE fica aquartelado nas instalações do então Regimento de Infantaria n.º 9, dos quais se assume como herdeiro das respetivas tradições.

### Companhias de caçadores especiais

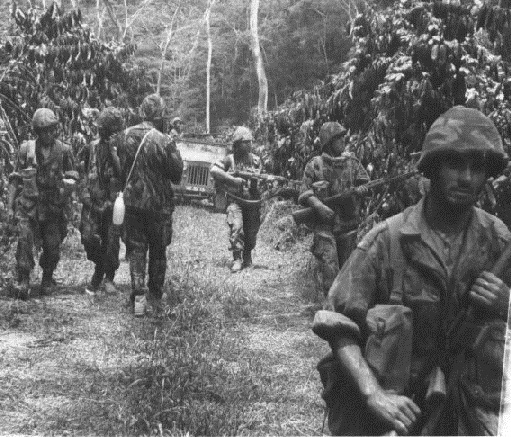
Caçadores especiais em progressão na mata cerrada do Norte de Angola, 1961.

Em paralelo à criação do CIOE, são também criadas as companhias de caçadores especiais (CCE), que constituem as unidades terrestres, para serem empregues em operações do tipo especial, previstas pela diretiva de 22 de abril de 1959. Estas unidades são inicialmente levantadas pelo BC5, sendo depois enviadas para o CIOE onde recebem a instrução complementar em operações especiais. As primeiras quatro companhias chegam a Lamego a 27 de abril de 1960, ficando a sua instrução terminada a 6 de junho, altura em que juram bandeira, envergando pela, primeira vez no Exército Português, uniformes camuflados e recebendo boinas castanhas, que passarão a ser o seu símbolo. A cor da boina remetia ao uniforme castanho usado pelos caçadores portugueses na Guerra Peninsular. Regressando ao BC5, estas companhias embarcam logo a 10 de junho para Angola (CCE n.ºs 61, 62 e 63) e Moçambique (CCE n.º 64). As CCE 61, 62 e 63 (já como 1ª, 2ª e 3ª CCE do Regimento de Infantaria de Luanda), juntamente com uma companhia de polícia militar, são as únicas unidades metropolitanas presentes em Angola, quando a Guerra do Ultramar ali se inicia a 16 de março de 1961. Em 1961, seriam apressadamente instruídas mais quatro CCE no CIOE, sendo as mesmas logo enviadas para a Guiné Portuguesa (CCE n.º 74), Angola (CCE n.º 78) e Moçambique (CCE n.ºs 79 e 80). As CCE 79 e 80 são levantadas pelo Batalhão de Caçadores n.º 10 (BC10) de Chaves, que também passa a ser assim uma unidade mobilizadora deste tipo de companhias. Os regimentos de Infantaria n.º 10 de Aveiro, de Infantaria n.º 11 de Setúbal e de Infantaria n.º 14 de Viseu viriam também a mobilizar algumas CCE. As CCE 74, 78, 79 e 80 serão as últimas a serem integralmente instruídas no CIOE. Doravante, só os quadros de cada companhia (oficiais e sargentos) se deslocarão ao CIOE para receberem a instrução em operações especiais, regressando depois às unidades de origem, nas quais se encarregavam eles próprios de instruir o restante pessoal das respetivas companhias. Até 1962, são formadas 34 companhias de caçadores especiais, enviadas para as operações em Angola e também, preventivamente, para a Guiné (onde o conflito armado se viria a iniciar em 1963), Macau e Moçambique (onde o conflito armado se viria a iniciar em 1964). O alastramento da luta de guerrilha, aliado à aversão tradicional das chefias do Exército Português pela existência tropas especiais, levou contudo à interrupção da criação de novas CCE. Pretendia-se alargar a preparação dada às CCE a todas as unidades de caçadores (infantaria ligeira) enviadas para o Ultramar. Contudo, esta abordagem cedo se revelou inviável, ficando o Exército sem unidades especialmente preparadas para a luta antiguerrilha. Esta lacuna só viria a ser preenchida com a criação das unidades de comandos, algumas das quais serão instruídas no CIOE a partir de 1966.

### Criação do curso "Ranger"
Terminada a Guerra da Argélia em 1962, a Guerra do Vietname era agora vista pelos militares portugueses como o novo modelo de luta contraguerrilha, aliado às condições do terreno, vegetação e populações daquele território, que eram bastante mais afins das encontradas nos teatros de operações de Angola, Guiné e Moçambique. A experiência do envolvimento do Exército dos EUA naquele conflito era vertida num curso de liderança e tática de pequenas unidades que se destinassem a ser empenhadas em combate próximo e direto com o inimigo, conhecido como "Escola Ranger". Foi então decidido enviar o capitão Rodolfo Bacelar Begonha para frequentar o curso "Ranger" nos EUA, sendo seguido, posteriormente, por outros oficiais do Exército Português. Após o regresso a Portugal, o capitão Bacelar Begonha é encarregue de organizar um curso semelhante no CIOE. O referido curso inicia-se a 29 de abril de 1963, sendo oficialmente denominado "curso de instrutores e monitores de operações especiais", mas ficando coloquialmente conhecido como "Ranger", termo pelo qual começam também a ser conhecidos os militares de operações especiais.
Já não tendo o encargo de instruir companhias de caçadores especiais, a principal missão do CIOE passa a ser a de ministrar o curso de operações especiais, como especialidade complementar, a aspirantes a oficiais e a cabos milicianos, promovidos, respetivamente a alferes e a sargentos após o curso. A partir de 1968, o curso passa a ser dado como especialidade base a instruendos dos cursos de oficiais e sargentos milicianos. Os graduados deste curso são depois distribuídos pelas várias unidades enviadas para o Ultramar, normalmente um oficial e um sargento por cada companhia de caçadores. Não integrando assim unidades especializadas, os oficiais e sargentos de operações especiais atuam como conselheiros, coadjuvando os comandantes de unidade na área operacional. Por vezes, são-lhes atribuídas missões específicas pelos comandantes de unidade, nomeadamente a de organizarem grupos de combate eventuais, constituídos com pessoal especialmente selecionado, para emprego em ações de maior risco e criticidade. Alguns contudo acabam por enquadrar os vários tipos de unidades militares e paramilitares especiais que foram sendo constituídas nos diversos teatros de operações, incluindo as milícias especiais, os caçadores nativos, as Tropas Especiais e os Grupos Especiais. Além do curso de operações especiais, o CIOE é também encarregue de realizar estágios a oficiais e sargentos destinados aos pelotões de reconhecimento e informação dos batalhões de caçadores, bem como ministrar cursos de contra-insurreição aos comandantes e oficiais de operações de batalhão e de agrupamento.

### Companhias de comandos
Face à interrupção do levantamento de novas companhias de caçadores especiais e à inviabilidade de alargar sua a preparação a todas as unidades de caçadores do Exército, este viu-se desprovido de unidades altamente capacitadas para luta anti-guerrilha. No teatro de operações de Angola, no seio de alguns batalhões, começaram então a organizados grupos de combate especiais, compostos com pessoal selecionado, que recebiam um treino avançado de contraguerrilha e agiam como subunidades de intervenção das respetivas unidades. Face ao seu sucesso destas tropas em operações, que começaram a ser conhecidas como "comandos", o comando militar de Angola decidiu integrá-las na orgânica do Exército em 1963, passando a organizar-se em unidades operacionais de escalão "companhia". Os centros de instrução de comandos para todos os teatros de operações situavam-se inicialmente em Angola, mas depressa se fez sentir também a necessidade da criação de centros na Guiné, em Moçambique e na própria Metrópole. Assim, face às condições favoráveis e a experiência do CIOE no treino de operações irregulares, este foi escolhido para servir como centro de instrução de comandos da Metrópole a partir de 1966. Até final da Guerra do Ultramar, 12 companhias de comandos receberam toda a sua instrução complementar no CIOE, além de outras oito que ali permaneceram apenas durante um curto período para a organização inicial, recebendo posteriormente a instrução complementar no Centro de Instrução de Comandos de Angola.

### Extinção
Na sequência da Revolução de 25 de Abril de 1974, do previsível fim da Guerra do Ultramar e da retirada portuguesa de África, são apresentadas propostas para a reestruturação do CIOE. Entretanto, o chamado "Processo Revolucionário em Curso" conduziu a uma instabilidade crescente no país que afetou fortemente a disciplina ass Forças Armadas e a autoridade das forças de segurança. Necessitando urgentemente, o comando da Região Militar do Norte, de uma unidade militar disciplinada que capaz de intervir em situações de violência social, o CIOE é encarregue de organizar a Companhia Operacional de Leixões, enquadrada por oficiais e sargentos de operações especiais, sendo ali também pela primeira vez ministrado o curso de operações especiais aos praças. Mais tarde viria a ser levantado um Batalhão de Operações Especiais com a mesma função.
A situação política da época, levou contudo à controversa decisão de extinguir o CIOE, concretizada através do Despacho n º 37/REO, de 14 de julho de 1975, do Chefe do Estado-Maior do Exército, sendo as suas instalações destinadas à acomodação da Escola de Formação de Sargentos (EFS). Esta decisão foi tomada por ter vingado a posição, de alguns setores militares, que defendia que o recém-criado Regimento de Comandos deveria passar a concentrar a totalidade das forças especiais do Exército, não havendo lugar a nenhuma especialidade separada em operações especiais. Entretanto a especialidade em operações especiais acabou por não ser extinta, continuando a sua instrução a ser dada na Escola de Formação de Sargentos.
A EFS tinha como principal missão ministrar a primeira parte do curso de formação de sargentos. Durante o seu funcionamento nas antigas instalações do CIOE em Lamego, formou mais de mil sargentos para as diversas armas e serviços do Exército. Continuou contudo a ministrar cursos de operações especiais a oficiais e sargentos, tanto do quadro permanente com do quadro de complemento.
Os responsáveis da EFS e outros militares de operações especiais não se conformaram contudo com a extinção do CIOE e, além da preservação da especialidade e da continuidade da formação em operações especiais, depressa se empenharam na reativação daquele. É assim que, em 1981, a formação de sargentos é transferida para as Caldas da Rainha, onde é criada a Escola de Sargentos do Exército por transformação do então extinto Regimento de Infantaria das Caldas da Rainha. Nas suas antigas instalações de Lamego, é reativado o Centro de Instrução de Operações Especiais, recebendo uma missão idêntica à que lhe havia sido atribuída quando da sua criação original em 1960.

### Reativação
Por despacho de 1 de fevereiro de 1981 do Chefe do Estado-Maior do Exército, o Centro de Instrução de Operações Especiais é reativado, sendo-lhe provisoriamente atribuída uma missão similar à que havia sido estabelecida pelo Decreto-lei n.º 42926 de 15 de abril de 1960. O primeiro curso de operações especiais para militares do quadro permanente do reativado CIOE é ministrado em 1982, passando a sua frequência a ser anual. Em 1983, é criado o curso de operações irregulares (COIR), que se destinava a qualificar os quadros militares de modo a ficarem aptos para organizar, instruir e orientar forças irregulares, tendo em vista a defesa do território nacional com recurso à resistência. Em plena Guerra Fria, o COIR enquadrava-se na Lei de Defesa Nacional de 1982, que determinava como dever de todos os portugueses a passagem à resistência, ativa ou passiva, em caso de agressão. Além dos cursos de operações especiais e de operações irregulares, surgem também no CIOE cursos de sobrevivência, de montanhismo, de patrulhas de reconhecimento de longo alcance e de operações psicológicas. Em 1985, o CIOE passa também a formar dos militares do Pelotão de Operações Especiais da Guarda Nacional Republicana (antecessor do atual Grupo de Intervenção de Operações Especiais).
O CIOE é reestruturado em 1986 e, pela primeira vez, passa a ter um encargo operacional permanente, materializado num Batalhão de Operações Especiais (BOE). Contudo, para este batalhão é estabelecida uma orgânica típica de uma unidade de infantaria vocacionada para as operações convencionais, compreendendo companhias de operações especiais (com três pelotões e organização análoga à das companhias de atiradores) e de apoio de combate (com pelotões de reconhecimento, de morteiros de 120 mm e de armas anticarro). A adoção desta de orgânica e não de um modelo de organização típico de uma força de operações especiais revela a indefinição que existia naquele período sobre o papel das unidades de operações especiais e da sua articulação com as unidades de comandos. Caminhava-se então no sentido de esbater as diferenças entre os dois tipos de unidades, planeando-se inclusive que o BOE se juntasse aos dois batalhões de comandos que integravam a nova Brigada de Forças Especiais, então em fase de levantamento, o que acabou por não ir adiante. A especialidade de operações especiais chega mesmo a ser eliminada e o respetivo curso suspenso.
No final da década de 1980, muito por influência da ação de oficiais oriundos do CIOE, o Comando do Exército acaba por concluir que a especificidades daquela unidade deveriam ser mantidas. Inicia-se então o estudo para a criação de uma doutrina que consolidasse a experiência acumulada pelo CIOE ao longo da sua existência e que definisse a organização, as missões e as tarefas das operações especiais, as quais deveriam estar alinhadas com os conceitos expressos na Lei de Defesa Nacional e com os preceitos estabelecidos pela OTAN em relação ao emprego de forças de operações especiais. A 26 de abril de 1988, o Chefe do Estado-Maior do Exército emite o Despacho n.º 37/88/CEME que estabelece que o novo encargo operacional do CIOE passaria a ser a Companhia de Elementos de Operações Especiais (CEOE). O despacho define também a missão definitiva do CIOE, as possibilidades da CEOE e as competências dos militares de operações especiais. A CEOE organizava-se em cinco pelotões, dependia diretamente do CEME para o seu emprego operacional e podia atuar em favor das grandes unidades. No âmbito da missão do CIOE, é dada ênfase à sua responsabilidade por ministrar o COIR aos oficiais e sargentos do dispositivo territorial do Exército, a fim dos mesmos estarem preparados para organizar uma resistência a uma força invasora dentro das áreas das guarnições onde prestavam serviço. A edificação de uma capacidade de resistência ativa a um invasor é então considerada estratégica pelo Exército, uma vez daria à defesa de Portugal um fator de dissuasão autónomo e credível, com baixos custos.

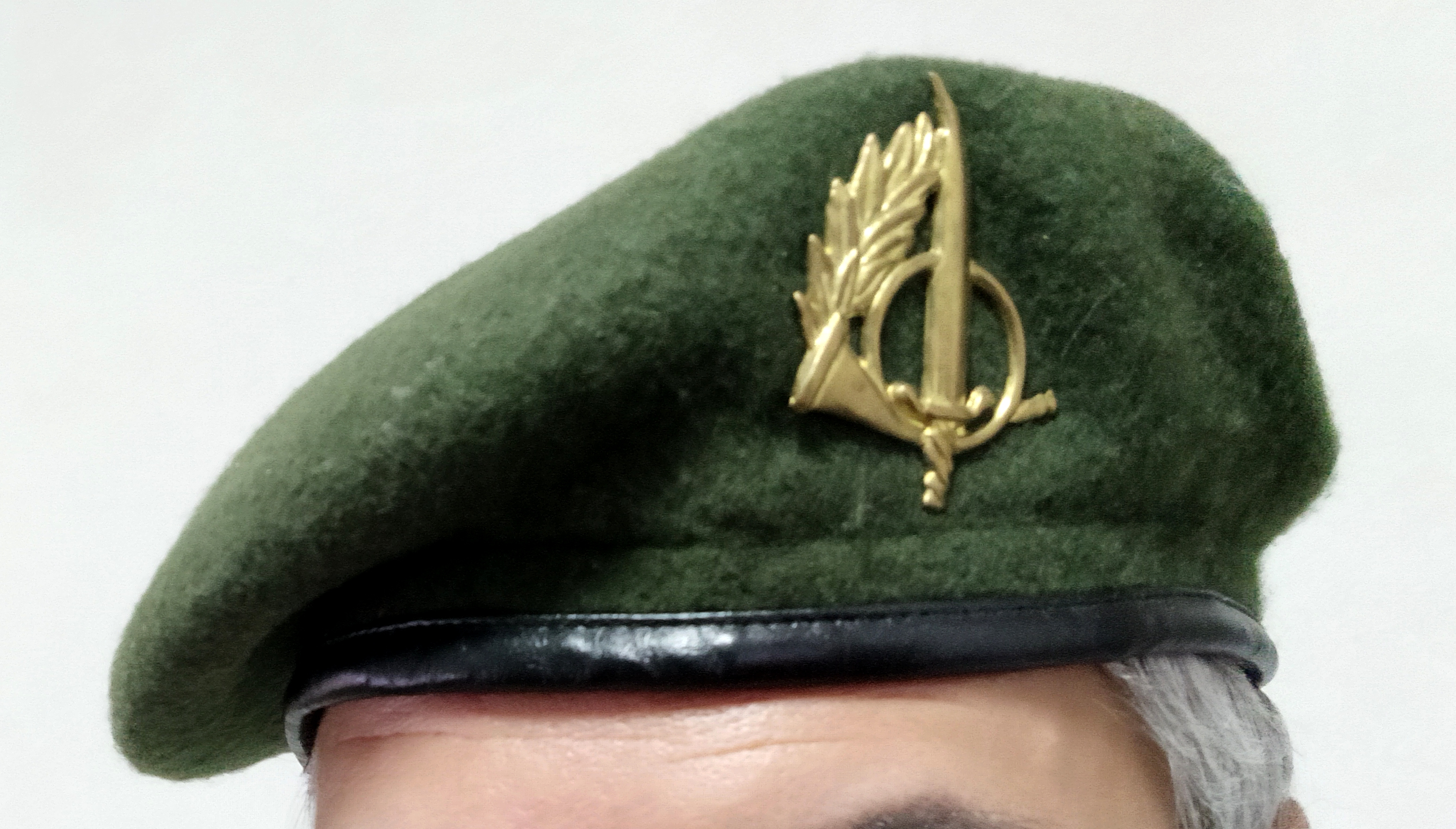
Boina e respetivo emblema, em uso pelos militares do CIOE desde 1989.

Até final da década de 1980, os elementos do CIOE usavam, na boina do uniforme, o emblema genérico da arma de infantaria (duas espingardas cruzadas) encimado pelas iniciais "CIOE". Foi então adotado um emblema particular que consiste na tradicional corneta dos caçadores conjugada com um punhal e uma palma. Em 1989, este emblema passou a ser usado numa nova boina de cor verde seco, que substituiu a boina castanha (originalmente, usada apenas pelos caçadores especiais, mas generalizada depois a todo o Exército).
A sistematização da doutrina das operações especiais, desenvolvida em colaboração com o Instituto de Altos Estudos Militares é concluída e aprovada em 1990, sendo inserida no Regulamento de Campanha - Operações, como o seu Capítulo XIX - Operações Não Convencionais. Quando, em 1996, se discute a elaboração de um esboço para um documento doutrinário de operações especiais da OTAN e o CIOE é solicitado a elaborar pareceres para o mesmo, verifica-se a doutrina portuguesa contida no Capítulo XIX do Regulamento de Campanha - Operações está num estado mais avançado que a da própria OTAN.
Por esta altura, Portugal assumiu o compromisso de integrar as forças de reação imediata da AMF(L) - Força Móvel (terrestre) do Comando Aliado Europeu da OTAN, com um destacamento de patrulhas de longo raio de ação (LRRP). Para tal, o CIOE organiza o Destacamento de Operações Especiais (DOE), a primeira unidade de operações especiais orientada para uma missão com o enquadramento da OTAN. Em 2003, viria a ser constituído no CIOE, o Batalhão de Elementos de Operações Especiais, que adota uma organização em equipes de operações especiais a quatro elementos, agrupadas em grupos de operações especiais.
O processo de transferência das tropas paraquedistas, da Força Aérea para o Exército e a planeada fusão destas com os comandos, levará à extinção do Regimento de Comandos, efetivada em 1995. Apesar de terem deixado de existir unidades de comandos, o Comando do Exército decidiu contudo manter a especialidade e o curso de comandos, sendo atribuída novamente a responsabilidade de o ministrar ao CIOE. Esta situação manteve-se até à decisão de reativar novamente uma unidade de comandos, o que virá a acontecer em 2002.
A partir de 1997 e pela primeira vez desde o final da Guerra do Ultramar, os militares do CIOE começam a ser empenhados em operações reais. Equipas e destacamentos de operações especiais irão ser destacados em apoio das forças portuguesas presentes em missões internacionais na Bósnia e Herzegovina, Kosovo, Timor-Leste e Afeganistão. Em 1998 e 1999, participam também nas operações nacionais de resgate de civis na Guiné-Bissau.
A 28 de março de 2000, o então CIOE foi feito membro-honorário da Ordem Militar da Torre e Espada, do Valor, Lealdade e Mérito e a 6 de setembro de 2010 foi feito membro-honorário da Ordem Militar de Avis.

### Transformação em CTOE
Na sequência da nova Lei Orgânica do Exército, consubstanciada no Decreto-lei n.º 61/2006 de 21 de março de 2006, o então CIOE passa a constituir uma unidade da Estrutura Base do Exército (EBE) e altera a sua denominação para "Centro de Tropas de Operações Especiais (CTOE)". O processo de transformação do Exército que então decorria centrava-se na prontidão das forças militares e a alteração da designação da unidade acentuava a sua função como órgão de geração de forças e já não como mero órgão de de instrução. Como unidade da EBE, competia genericamente ao CTOE formar, aprontar e manter forças operacionais que integrariam a Força Operacional Permanente do Exército (FOPE). A força operacional por ele gerada passaria ser a Força de Operações Especiais (FOE), organizada em 2014, em substituição do anterior Batalhão de Elementos de Operações Especiais. Tanto o CTOE (do ponto de vista administrativo) como a FOE (do ponto de vista operacional) passariam a depender hierarquicamente da nova Brigada de Reação Rápida, agruparia todas as unidades de tropas especiais do Exército (paraquedistas, comandos e operações especiais).
A Força de Operações Especiais adotou uma orgânica típica de uma unidade de operações especiais, sendo comandada por um tenente-coronel e articulando-se em comando, estado-maior e cinco grupos de operações especiais (GOE). Os dois primeiros GOE (Alfa 1 e Alfa 2) destinavam-se a cumprir todo o espetro de operações especiais, o GOE Bravo cumpriria missões de ação direta (AD), de reconhecimento especial e vigilância (RE) e de assistência militar (AM), o GOE Charlie estava vocacionado para missões de RE, mas poderia também realizar missões de AD e AM, sendo que o GOE Delta destinava-se a dar apoio aos restantes GOE, incluindo na área das transmissões. Operacionalmente, cada GOE constituiria uma unidade tarefa de operações especiais (UTOE, também referida pelo termo inglês special operations task unit - SOTU) e a própria FOE poderia constituir-se como um grupo tarefa de operações especiais (GTOE ou em inglês special operations task group - SOTG). A FOE poderia também contribuir para a constituição de um GTOE conjunto, que integraria o Destacamento de Ações Especiais da Armada Portuguesa.

Em 2016, foi lançado o Plano de Implementação da Força de Operações Especiais (PIFOE) que levou à reestruturação significativa da capacidade de operações especiais, alinhou-as com doutrina da OTAN para este tipo forças e edificou novas valências que não existiam. A FOE passou a articular-se em comando e estado-maior, companhia de comando e apoio (incluindo subunidades de sniper, operações de exploração técnica (TEO), controlador de ataque terminal conjunto (JTAC), mini-UAV, transmissões, sanitária e apoio) e seis unidades tarefa de operações especiais (UTOE/SOTU). Cada UTOE/SOTU inclui 16 elementos, incluindo dois oficiais, seis sargentos e oito cabos.

## Estrutura orgânica
O CTOE é uma unidade do tipo regimento, integrada na componente fixa do sistema de forças do Exército, cujo quadro orgânico inclui:
- Comandante (coronel);
- Estado-Maior;
- Companhia de Comando e Serviços;
- Batalhão de Formação;
- Gabinete de Atendimento Público de Lamego;
- Força de Operações Especiais.[3]

## Força de Operações Especiais
A Força de Operações Especiais (FOE ou FOEsp) é um elemento da componente operacional do sistema de forças do Exército, cujo aprontamento constitui um encargo do Centro de Tropas de Operações Especiais. Encontra-se na dependência operacional do Comando da Brigada de Reação Rápida. Poderá também atuar ao nível conjunto das Forças Armadas, sob a dependência do Comando Conjunto das Operações Militares do Estado-Maior-General das Forças Armadas.
Como unidade de operações especiais, compete-lhe realizar missões de ação direta, de reconhecimento especial, de assistência militar, de operações de contra terrorismo, de proteção de altas entidades e de ligação com fações.
Organicamente, a FOE articula-se em:
- Comandante (tenente-coronel);
- Estado-Maior;
- Companhia de Comando e Apoio:
  - Comando,
  - Pelotão de Transmissões,
  - Pelotão Sniper,
  - Pelotão Sanitário,
  - Pelotão de Apoio,
  - Secção TEO (technical exploitation operations / operações de exploração técnica),
  - Secção JTAC (joint terminal attack controller / controlador de ataque terminal conjunto),
  - Secção de mini-UAV (unmanned aerial vehicles / veículos aéreos não tripulados);
- Unidade Tarefa de Operações Especiais Alfa 1 (SOTU A1);
- Unidade Tarefa de Operações Especiais Alfa 2 (SOTU A2);
- Unidade Tarefa de Operações Especiais Bravo 1 (SOTU B1);
- Unidade Tarefa de Operações Especiais Bravo 2 (SOTU B2);
- Unidade Tarefa de Operações Especiais Charlie 1 (SOTU C1);
- Unidade Tarefa de Operações Especiais Charlie 2 (SOTU C2).[3]

As unidades tarefas de operações especiais são constituídas por 16 elementos e comandadas por um major ou capitão. A SOTU A1 é constituída por três oficiais e 13 sargentos, sendo comandada por um major. Cada uma das restantes é constituída por dois oficiais, seis sargentos e oito cabos, sendo comandada por um capitão. Na FOE, só existem oficiais, sargentos e cabos, não existindo praças com o posto de soldado.
Quando empregue operacionalmente como um todo, a FOE passa constituir um grupo tarefa de operações especiais (GTOE ou SOTG - special operations task group). A FOE pode também contribuir para um grupo tarefa de operações especiais conjunto, a ser criado com a inclusão de uma unidade tarefa marítima de operações especiais (UTMOE ou SOMTU - special operations maritime task unit) constituída pelo Destacamento de Ações Especiais da Armada.

## Formação
O Centro de Tropas de Operações Especiais - através do seu Batalhão de Formação - ministra vários cursos destinados aos próprios militares de operações especiais, mas também a outros elementos. Para além disso, os militares de operações especiais recebem também formação fora do CTOE.

### Formação ministrada no Batalhão de Formação do CTOE
- Curso de formação geral comum de praças do Exército (CFGCPE) para os candidatos às operações especiais
- Curso de operações especiais para praças em regime de contrato (COEP RC)
- Curso de operações especiais para oficiais e sargentos em regime de contrato (COE-CFO/CFS RC)
- Curso de operações especiais para oficiais e sargentos do quadro permanente (COEQP)
- Curso sniper de operações especiais (CSniper OE)
- Curso de operações irregulares (COIR)
- Curso de patrulhas de reconhecimento e combate em profundidade (CPRCP)
- Curso de prevenção e combate a ameaças terroristas (CPCAT);
- Curso de montanhismo (CMont)
- Curso de operações de resgate em montanha (CORMont)
- Curso de sobrevivência, evasão, resistência e extração - nível C (SERE Nível C);
- Estágios[3][14]

### Formação frequentada em outras unidades do Exército
- Socorrismo de combate
- Condução
- Paraquedismo - salto de abertura automática (qualificação mínima em paraquedismo militar para todos os militares da FOE)
- Paraquedismo - saltador operacional com paraquedas tipo asa automática
- Paraquedismo - queda livre operacional
- Sapadores das armas e serviços
- Transmissões das armas e serviços
- Defesa nuclear, química e biológica (NBQ)
- Operações HUMINT[3][14]

### Formação frequentada em outros ramos das Forças Armadas
- Mergulhador/nadador de combate - Marinha
- Controlador aéreo avançado (FAC) - Força Aérea
- Curso de operações de exploração técnica (TEO) - Polícia Judiciária Militar[3][14]

### Formação frequentada em países aliados
- Curso de planeamento de operações de grupo tarefa de operações especiais - Estados Unidos da América (EUA)
- Curso de controlador de ataque terminal conjunto (JTAC) - EUA
- Coordenador de operações de exploração técnica (TEO) de forças de operações especiais da OTAN - EUA
- Forças especiais - EUA
- Combate a ameaças terroristas - EUA
- Guerra na selva - Brasil
- Operações especiais - Espanha[3][14]

## Equipamento

### Armamento atual
- Pistola SIG Sauer P228
- Pistola Heckler & Koch USP
- Pistola Heckler & Koch P30
- Pistola-metralhadora Heckler & Koch MP5A5
- Pistola-metralhadora Heckler & Koch MP5SD6
- Pistola-metralhadora Heckler & Koch KA4
- Espingarda automática Heckler & Koch HK416A5 e HK416A7
- Espingarda automática Heckler & Koch HK417
- Espingarda automática Heckler & Koch G28
- Espingarda automática Heckler & Koch G36K, G36KE e G36C
- Espingarda de precisão Arctic Warfare 7,62×51mm NATO
- Espingarda de precisão Arctic Warfare Super Magnum .338
- Espingarda de precisão Accuracy International AX338
- Espingarda anti material AW50 12,7x99mm NATO
- Espingarda anti material Barrett M95 12,7x99mm NATO
- Espingarda anti material Barrett M107 12,7x99mm NATO
- Metralhadora Heckler & Koch MG4
- Metralhadora FN Minimi
- Caçadeira militar Fabarm STF
- Caçadeira militar Franchi SPAS-15
- Caçadeira militar Benelli M3
- Caçadeira militar Benelli M4 Super 90
- Lança granadas HK 269
- Lança granadas Heckler & Koch AG36

### Veículos
- URO VAMTAC ST5
- Land Rover Defender
- Mitsubishi L200
- Polaris Sportsman MV850
- Polaris MRZR D2
- Polaris MRZR D4

### Sistemas de informações e comunicações
- Rádio EID PRC-525
- Rádio Harris RT 1796
- Rádio individual Thales PRC-148 JEM
- Recetor vídeo Rover 5i
- Designador laser GLTD III